# Едуї
Едуї (лат. Haedui, Aedui) — стародавнє кельтське плем'я в межиріччі Сони та Лігери (Луари) у середній Галлії.
Головне місто едуїв — Бібракте (Bibracte), нині городище (площа 135 га) за 27 км від м. Отен у Франції. Це найбільше кельтське місто, що розташовувалося на горі Монт-Беврей (822 м над рівнем моря) було укріплене ровом і муром з каменю та дерева. У 58 р. до н. е. Юлій Цезар у Бібракті розбив гельветів. У 12 р. до н. е. населення було виселено римлянами за указом імператора Августа в розташоване неподалік м. Августодунум (нині Отен).
Ще до Цезаря едуї вважалися «союзниками римського народу». При Цезарі вони рішуче приєдналися до римлян і сприяли їх боротьбі проти свевів Аріовиста, підтриманих секванами. У 52 р. до н. е. едуї покинули Цезаря, але після поразки арвернського повстання під керівництвом Верцингеторикса знову перейшли на бік Риму.
У результаті галльських походів Цезаря (58-51 до н. е.) територія розселення едуїв увійшла до складу галльських провінцій Риму (з 16р.до н. е. — Лугдунської Галлії).
Едуї при Клавдії I першими серед галльських народностей отримали у 48 р. н. е. римське громадянство і право бути сенаторами та займати почесні виборні посади.